# Rodopsin
Rodopsin ili vidni purpur je pigment koji se nalazi u stanicama mrežnice oka.
Ima veliku osjetljivost na svjetlost (pri čemu se razlaže i gubi boju), pa je odgovoran za noćni vid. Kod čovjeka je potrebno oko 30 minuta da bi se u mraku potpuno regenerirao.